# Нижний Бурлук (Харьковская область)
Ни́жний Бурлу́к (укр. Нижній Бурлук) — село
в составе Нижнебурлукского сельского совета
Шевченковского района
Харьковкой области Украины.
Код КОАТУУ — 6325785001. Население по переписи 2001 года составляет 193 (89/104 м/ж) человека.
Является административным центром Нижнебурлукского сельского совета, в который, кроме того, входят сёла
Владимировка,
Ивановка,
Михайловка,
Смоловка,
Шевченково и
Шишковка.

## Географическое положение
Село Нижний Бурлук находится на правом берегу реки Великий Бурлук,
выше по течению на расстоянии в 1 км расположено село Шишковка,
ниже по течению примыкает село Михайловка,
на противоположном берегу — село Владимировка.

## История
- 1705 — дата основания.[1][2] В начале село называлось Малыми Бурлучками.

## Объекты социальной сферы
- Школа.
- Клуб.
- Фельдшерско-акушерский пункт.